# Calea ferată forestieră Dolia–Pipirig–Mănăstirea Neamț
Calea ferată forestieră Dolia–Pipirig–Mănăstirea Neamț a fost o cale ferată forestieră cu ecartament îngust ce lega cătunul Dolia de Mănăstirea Neamț, pe văile Neamțului și Nemțișorului, și respectiv văile Tărâțeni și Agăpieni de cătunul Tărâțeni. Construită după Al Doilea Război Mondial, a avut scopul de asigura transportul lemnului de la exploatările forestiere din Munții Neamțului către fabricile de cherestea de la Mănăstirea Neamț și Tărâțeni.
În contextul faptului că transportul auto era mai profitabil, a fost abandonată treptat în a doua jumătate a anilor 1960 și ulterior demontată în anii 1972-1973.

## Context
În ideea de a lega cu orașul Târgu Neamț exploatările forestiere din ocoalele silvice Pipirig, Mănăstirea Neamț și Târgu Neamț, în anul 1930 Direcția silvică Bacău a început să studieze construirea unei căi ferate. În proiectul executat de către inginerii Nicolae Versesc, Stelian Șerbănescu și Dumitru Ivanovici, aceasta ar fi urmat să aibă o lungime totală de 48,6 km, fiind formată din următoarele linii:
- cea principală: Târgu Neamț-Dolia cu o lungime de 27,6 km
- o ramură spre Mănăstirea Neamț de 14,1 km
- o ramură spre Mănăstirea Secu de 6,9 km

Sub rezerva construirii unei căi ferate între Pașcani și Târgu Neamț, necesară expedierii lemnului spre consumatori, proiectul a fost aprobat. Dat fiind faptul că respectiva linie nu a mai fost realizată, proiectul construirii liniei forestiere a fost și el abandonat.

## Construcție
Pe fondul unei presiuni în creștere a nevoii de lemn, parțial datorată necesității achitării reparațiilor de război către URSS și a lipsei drumurilor și camioanelor adecvate, în anii 1950 a existat o dezvoltare semnificativă a căilor ferate forestiere înguste cu ecartamentul de 760 mm. Noi secțiuni au fost astfel deschise în zonele montane, folosindu-se pe plan local „munca patriotică”.
În zona Pipirig-Râșca-Târgu Neamț, Casa Autonomă a Pădurilor Statului înființase în 1939 o companie mixtă cu Deutsche Forstung Holzwirtschaftsgesellschaft, acoperind 34.000 de hectare. Suprafața în cauză a fost preluată după Al Doilea Război Mondial în exploatare de către noua companie mixtă sovieto-română SOVROMLEMN, în care participația germană fusese preluată de sovietici.
Deși ca proiect fusese abandonată anterior, în perioda 1952-1955 societatea SOVROMLEMN a construit totuși respectiva cale ferată. Aceasta avea un ecartament de 760 mm și o lungime finală de 44,8 km, având scopul de asigura transportul lemnului de la exploatările forestiere din Munții Neamțului către fabricile de cherestea de la Mănăstirea Neamț și Tărâțeni.  De la Târgu Neamț, lemnul urma să fie transportat înafara zonei, pe șosea.
În vederea construcției, autoritățile au folosit munca deținuților politici, a elevilor și militarilor.

## Exploatare
Calea ferată forestieră din zona Pipirig a fost formată din următoarele linii:
- ce principală: Dolia–Boboiești–Pipirig–Fabrica de cherestea de la Mănăstirea Neamț, cu o lungime de 33,2 km
- două ramuri care porneau de la Mănăstirea Neamț

- pe valea Maghernița, de 3 km
- pe Valea Nemțișorului, de 4,6 km

- o cale ferată independentă la Tărâțeni, de 4 km. Aceasta avea două ramuri:

- pe valea Tărâțeni de 1 km
- pe valea Agăpieni de 3 km

## Desființare
Calea ferată a fost distrusă în mod repetat, de torenți.
La sfârșitul anilor 1950 și începutul anilor 1960, sistemul de căi ferate forestiere a început să fie depășit din punct de vedere al rentabilității economice, de sistemul de drumuri forestiere, cu atât mai mult cu cât ultimul putea folosi atât activităților miniere (și în mod particular exploatării petrolului), cât și turismului. Deciziei politice luate în anul 1957 în favoarea drumurilor forestiere, i s-au adăugat problemele generate de inundațiile care distrugeau sistemele de transport. De asemenea, apariția unei noi rețele de unități de procesare a lemnului a impus rebalansarea expolatării masei lemnoase, iar apariția unui sistem integrat de exploatare și transport a determinat orientarea către modalități de exploatare specifice, adaptate cererii de moment a pieței. În plus, sistemele de căi ferate forestiere au devenit, mai ales acolo unde terenul era instabil și supus acțiunii negative a elementelor naturale, incapabile să asigure atât un volum semnificativ de masă lemnoasă atunci când era necesar, cât și raționalizarea acestuia atunci când situația o impunea.
În acest context, calea ferată a fost treptat abandonată și ulterior închisă, în intervalul 1966-1968. În perioada 1972-1973 ea a fost demontată, iar terasamentul a fost transformat în șosea.